# Alexandre de Moraes
Alexandre de Moraes (13 december 1968) is een Braziliaans jurist, werkzaam als voorzitter van het Hoge Kiesgerechtshof en als rechter van het Federaal Hooggerechtshof.
De Moraes werd in 2017 door president Michel Temer benoemd tot lid van het Hooggerechtshof, toen hij minister van Justitie en Openbare Veiligheid was. Voorheen trad de Moraes op als minister van Openbare Veiligheid in de staat São Paulo en was hij lid van het Braziliaanse Openbaar Ministerie. 
Het presidentschap van de Moraes van het Hoge Kiesgerechtshof in Brazilië en bepaalde acties die hij ondernam tijdens de Braziliaanse algemene verkiezingen van 2022 hebben hem tot doelwit gemaakt van verschillende valse complottheorieën van voormalig president Jair Bolsonaro en zijn aanhangers. Na de aanval op het Braziliaanse Congres in 2023 gaf De Moraes opdracht tot verschillende gerechtelijke acties tegen medestanders van Bolsonaro. Gelekte privégesprekken roepen vragen op over de wettigheid en onpartijdigheid van zijn optreden in strafrechtelijke onderzoeken waarbij politici en bondgenoten uit het Bolsonaro-kamp betrokken zijn.
In juli 2025 hebben de Verenigde Staten het visum ingetrokken van Alexandre de Moraes na zijn beslissing om de ex-president een enkelband te laten dragen. De Verenigde Staten namen op een vreemde manier wraak: het was de eerste keer dat Donald Trump de Magnitsky Act gebruikte tegen een lid van de rechterlijke macht in een democratisch land. Dit gebeurde na onderzoek naar de verschillende misdaden van Jair Bolsonaro. 

## Levensloop
Alexandre de Moraes studeerde aan de rechtenfaculteit van de Universiteit van São Paulo en studeerde af in 1990. Hij is gehuwd en heeft drie kinderen.
De Moraes is universitair hoofddocent aan de Rechtsfaculteit van de Universiteit van São Paulo (USP). Aan dezelfde universiteit behaalde hij een doctoraat in staatsrecht onder leiding van professor Dalmo Dallari, op een proefschrift over constitutionele jurisdictie.
Hij was lid van de Braziliaanse Sociaal-Democratische Partij (PSDB). In 2002 werd hij benoemd tot minister van Openbare Veiligheid van de staat São Paulo. Zijn management was controversieel: hij werd beschuldigd van het verdoezelen van politiegeweld . Eén op de vier moorden in de stad São Paulo werd gepleegd door de politie. Bovendien stuurde Alexandre de Moraes gepantserde voertuigen om linkse demonstraties te onderdrukken.
Begin 2016 werd hij opgeroepen door Michel Temer. Deze laatste leefde onder de dreiging van een hacker die de mobiele telefoon van zijn vrouw Marcela Temer had gehackt en 300.000 reais eiste op straffe van het vrijgeven van compromitterende informatie en foto's. Alexandre de Moraes mobiliseerde snel zijn politiemacht, stelde een team van 33 onderzoekers samen en arresteerde de afperser.
Alexandre de Moraes trad op 22 maart 2017 in functie. Als minister beweert hij een beleid van ‘nultolerantie’ te verdedigen. Hij hekelde de vermeende ‘criminele houding’ van linkse bewegingen en rechtvaardigde politiegeweld. Hij bevond zich in het middelpunt van een andere controverse toen de Braziliaanse krant Estadão een onderzoek publiceerde waarin ze beweerden dat hij tussenbeide was gekomen ter verdediging van de coöperatie Transcooper, die ervan verdacht werd banden te hebben met de belangrijkste drugshandelgroep van Brazilië, het Eerste Commando van de Hoofdstad (PCC). Hij ontkende dit.
Op 10 juni 2020 zei De Moraes – in reactie op een juridische uitdaging van drie politieke partijen – dat het ministerie van Volksgezondheid “de dagelijkse openbaarmaking van epidemiologische gegevens over de Covid-19-pandemie volledig moet herstellen”, onder meer op zijn website: “Mr. Moraes gaf de regering van president Jair Bolsonaro 48 uur de tijd om de volledige cijfers opnieuw vrij te geven.
Op 16 augustus 2022 werd De Moraes verkozen tot president van het Hoge Kiesgerechtshof, tijdens een openbare ceremonie met 2000 gasten in de aula van de rechtbank. De rechter Ricardo Lewandowski trad op als zijn vice-president van dienst.

### Nepnieuwsonderzoek door de Braziliaanse rechterlijke macht 2020
In april 2019 lanceerde de president van het Federaal Hooggerechtshof, Dias Toffoli, een voormalige wettelijke vertegenwoordiger van de Arbeiderspartij (PT) in de presidentiële campagnes van Luiz Inácio Lula da Silva in 1998, 2002 en 2006, een onderzoek naar persoonlijke aanvallen en verklaringen tegen gerechtsleden. Moraes werd gekozen als rapporteur. Die maand meldde tijdschrift Crusoé dat uit een document van Operatie Lava Jato bleek dat  toenmalige advocaat-generaal Toffoli ook betrokken was bij het Odebrecht-schandaal volgens voormalig voorzitter Marcelo Odebrecht .
Op 15 april gaf De Moraes opdracht aan Crusoé om het artikel van hun website te verwijderen. Toffoli zelf verzocht later om een onderzoek naar de vraag of Crusoé het document illegaal had gelekt. De beslissing van het Hof over deze kwestie werd bekritiseerd door media als The Intercept op basis van censuur en aanvallen op de persvrijheid.
Op 27 mei 2020 lanceerde de federale politie, als onderdeel van datzelfde onderzoek, een operatie waarbij zakenlieden, bloggers en politici die banden hadden met president Jair Bolsonaro, werden onderzocht.
Op 19 maart 2022 beval De Moraes de opschorting van de berichtenapp Telegram, waarbij hij deze ervan beschuldigde er herhaaldelijk niet in te slagen accounts te blokkeren die desinformatie verspreidden en eerdere rechterlijke uitspraken te negeren. President Bolsonaro noemde de uitspraak ‘niet-ontvankelijk’, terwijl Telegram-oprichter Pavel Durov het bedrijf de schuld gaf van e-mailproblemen en beloofde beter werk te zullen leveren.
In oktober 2022 gaf het Hoge Kiesgerechtshof de Moraes de eenzijdige bevoegdheid om de verwijdering te gelasten van online-inhoud die niet in overeenstemming was met eerdere TSE-uitspraken, als onderdeel van een poging om desinformatie te bestrijden. Aanhangers van Bolsonaro en juridische experts hadden kritiek op de maatregel, uit angst dat dit censuur mogelijk zou maken. De Moraes haalde de verspreiding van valse informatie en haatzaaiende uitlatingen aan toen hij aanvankelijk de stap naar het Hoge Kiesgerechtshof voorstelde.
Op 30 oktober 2022, tijdens de tweede ronde van de presidentsverkiezingen tussen Jair Bolsonaro en Luiz Inácio Lula da Silva, verhinderden honderden wegversperringen die op bevel van de regering waren opgezet door de Federale Autowegenpolitie (PRF), dat kiezers naar de stembus gingen in de regio Nordeste in Brazilië. De Moraes riep de directeur van de PRF, Silvinei Vasques, bij zich en bedreigde hem met gevangenisstraf als hij de blokkades niet zou opheffen.

### Aanval op het Braziliaanse congres van 2023
Kort na de aanval op het Braziliaanse Congres in 2023 beval De Moraes de arrestatie van de voormalige commandant van de Militaire Politie van het Federaal District, Fabio Augusto Vieira, de voormalige secretaris van Openbare Veiligheid van het Federaal District en voormalig minister van Justitie, Anderson Torres, en vroeg voor de verwijdering van de gouverneur van het Federaal District Ibaneis Rocha.

## Kritiek
Verschillende politici, de particuliere sector, leden van het maatschappelijk middenveld en de media beschuldigden De Moraes van het beoefenen van nepotisme, politieke inmenging, politieke repressie, machtsmisbruik en het inzetten van een constitutionele dictatuur.
De Amerikaanse journalist en advocaat Glenn Greenwald heeft kritiek geuit op verschillende beslissingen van De Moraes, waarbij hij hem beschuldigde van censuur en het ondermijnen van de vrijheid van meningsuiting.
In 2023 publiceerde The New York Times een stuk met de titel "Hij is de Braziliaanse verdediger van de democratie. Is hij eigenlijk goed voor de democratie?" In het artikel werd de vraag gesteld of de besluiten van de Moraes gunstig waren voor de democratie, en werd opgemerkt dat hij ‘mensen zonder vorm van proces gevangen heeft gezet wegens het plaatsen van bedreigingen op sociale media; heeft geholpen een zittend congreslid te veroordelen tot bijna negen jaar gevangenisstraf wegens bedreiging van de rechtbank; invallen heeft bevolen op zakenlieden met weinig bewijs van wangedrag; een gekozen gouverneur uit zijn functie geschorst; en eenzijdig tientallen accounts en duizenden posts op sociale media heeft geblokkeerd, met vrijwel geen transparantie of ruimte voor beroep. Twitter-eigenaar Elon Musk zei in reactie op Glenn Greenwald op Twitter dat de stappen van De Moraes "buitengewoon zorgwekkend" waren, terwijl Beatriz Rey, een politicoloog aan de Staatsuniversiteit van Rio de Janeiro, zei dat de aanpak van De Moraes, hoewel niet ideaal, nodig was omdat andere takken van de regering, vooral de wetgevende macht, hun plicht niet hadden gedaan.
In april 2024 kreeg De Moraes te maken met publieke reacties vanwege het bevel van het Hooggerechtshof om verschillende X-accounts te blokkeren, waarbij de strijd tegen desinformatie als reden werd aangevoerd. X-eigenaar Elon Musk beschuldigde De Moraes van "schaamteloos en herhaaldelijk verraden van de grondwet en het volk van Brazilië", wat er op zijn beurt toe leidde dat het Hooggerechtshof een strafrechtelijk onderzoek tegen Musk opende wegens het verspreiden van onjuiste informatie en vermeende belemmering van onderzoeken. De uitwisseling heeft gemengde reacties uitgelokt, zowel van Braziliaanse politici als van internationale internetgebruikers.

## Magnitsky Act
Op 18 juli 2025 werd hij door de regering-Trump aangevallen vanwege zijn visum. De beslissing werd aangekondigd door minister van Buitenlandse Zaken Marco Rubio en zou gevolgen hebben voor Moraes' familie en bondgenoten. Volgens Rubio "heeft de politieke vervolging van de Braziliaanse rechter Alexandre de Moraes tegen Jair Bolsonaro een complex van vervolging en censuur gecreëerd dat zo wijdverbreid is dat het niet alleen de fundamentele rechten van Brazilianen schendt, maar ook de grenzen van Brazilië overschrijdt en zich richt op Amerikanen." De Amerikaanse diplomaat besluit de tekst met de stelling dat hij "de intrekking van de visa van Alexandre de Moraes en zijn bondgenoten, evenals die van hun directe familieleden, met onmiddellijke ingang heeft bevolen."
Op 30 juli 2025 werd Moraes toegevoegd aan de sanctielijst die de Amerikaanse overheid had opgesteld op grond van de Magnitsky Act, ondanks het feit dat hij geen rekeningen, investeringen of activa in de VS heeft. 
Als gevolg hiervan zou de minister zelfs moeite kunnen hebben met het ontvangen van zijn salaris, aangezien hij wordt betaald door Banco do Brasil. Ondanks dat het een Braziliaanse instelling is, onderhoudt de bank operationele en financiële banden met het internationale systeem, wat ertoe zou kunnen leiden dat bepaalde diensten worden beperkt om boetes te vermijden. 
William Browder, leider van de campagne voor de goedkeuring van de Magnitsky Act, bekritiseerde de straf van Moraes en noemde deze een "schandelijk moment" en stelde dat de rechter niet bevoegd is. Browder betoogde dat Trump probeerde politieke problemen op te lossen door middel van wetgeving. Transparency International bekritiseerde ook de toepassing van de Magnitsky Act op Moraes, noemde deze "alarmerend en onaanvaardbaar" en zag deze als politiek gemotiveerd. Ook waarschuwde ze voor het risico van institutionele instabiliteit in Brazilië als gevolg van dergelijke "inmenging door een buitenlandse regering" die geen respect toont voor "de nationale soevereiniteit en de scheiding der machten". 

## Politieke standpunten
Als lid van het Hoge Kiesgerechtshof weigert Alexandre de Moraes zijn politieke mening publiekelijk te uiten. Hij stond voorheen bekend om zijn conservatieve opvattingen over economische kwesties en zijn steun voor strengere methoden in de misdaadbestrijding. Hij beschouwt zichzelf als een voorstander van liberale democratie. Hij is van het katholieke geloof.